# Carl Seffner

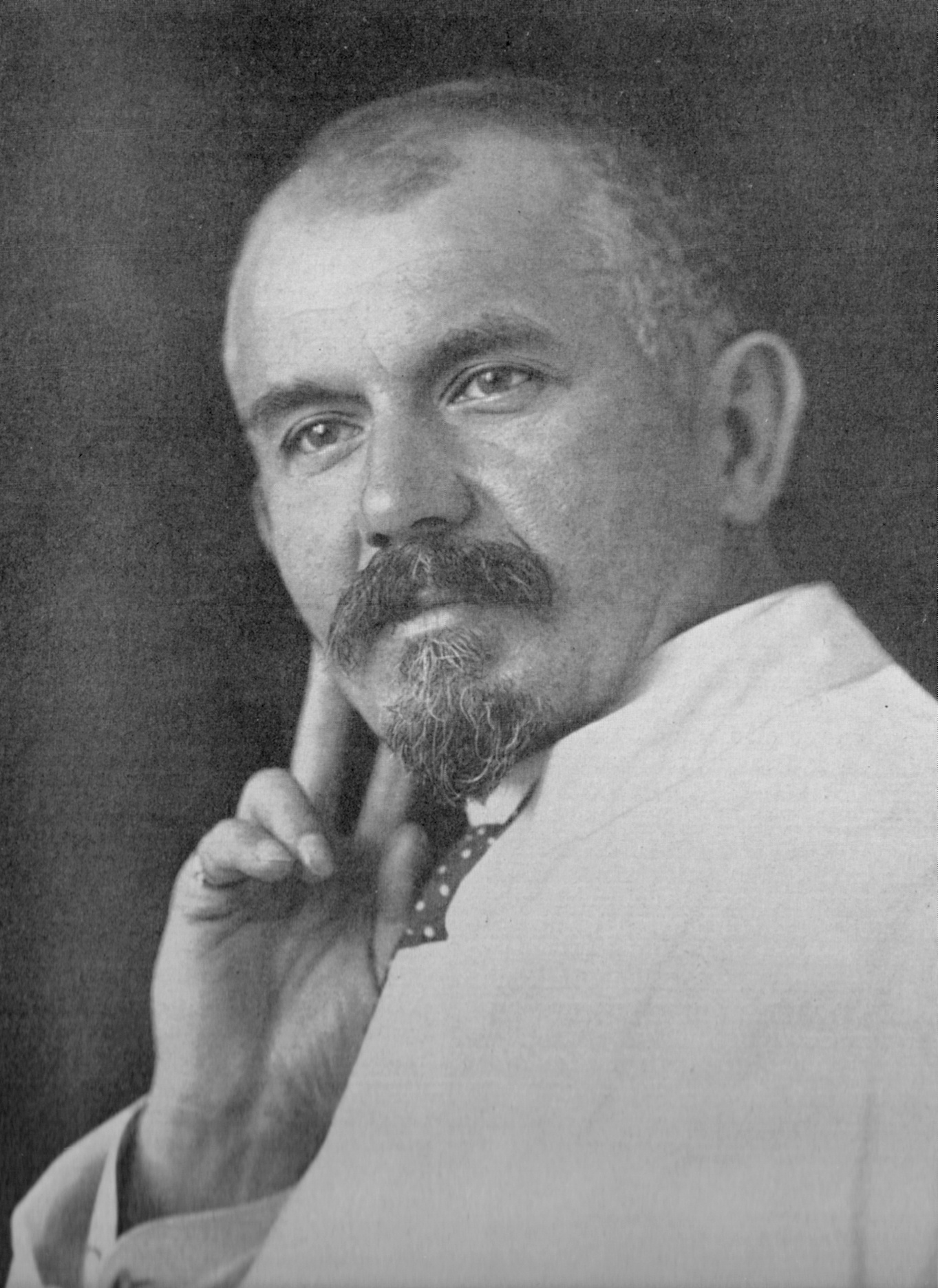
Carl Seffner

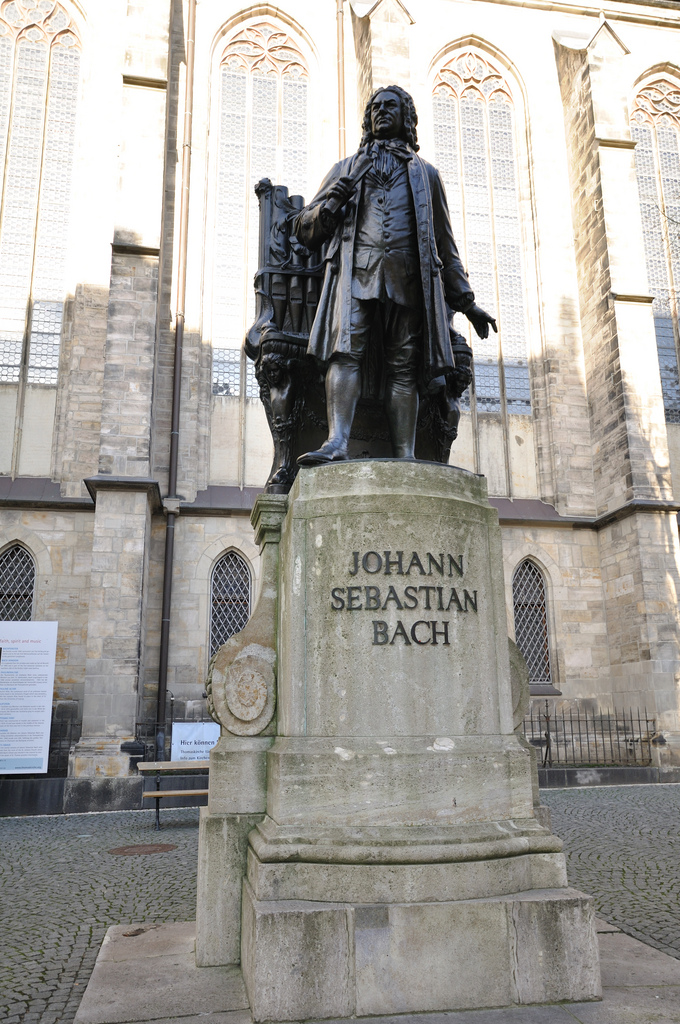
Statua di Bach davanti alla Thomaskirche

Carl Ludwig Seffner (Lipsia, 19 giugno 1861 – Lipsia, 2 ottobre 1932) è stato uno scultore tedesco, noto per aver realizzato la statua di Johann Sebastian Bach sita nella piazza antistante la chiesa di San Tommaso a Lipsia.

## Biografia
Studiò alla Hochschule für Grafik und Buchkunst di Lipsia dal 1877 al 1883. Dopo un soggiorno a Berlino, dal 1886 al 1888, studiò a Parigi e in Italia. Tornato a Lipsia nel 1889, lavorò per conto dell'Università di Lipsia, realizzando i busti in marmo di Anton Springer, Karl Thiersch, Bernhard Windscheid e Carl Ludwig. Dopo il ritrovamento del teschio di J.S. Bach, nel 1894 durante i lavori di restauro della chiesa di San Giovanni, nel 1895, Seffner e Wilhelm His vennero incaricati di realizzare una ricostruzione anatomica. Gli elementi anatomici sono attribuiti a His, mentre il rimanente lavoro è opera di Seffner. L'opera gli fece meritare un dottorato onorario da parte della facoltà di medicina dell'Università di Lipsia. Nello stesso anno Seffner divenne membro della loggia massonica Minerva zu den drei Palmen.
Seffner realizzò sculture di Karl Heine (1896/1897), del sindaco Carl Wilhelm Otto Kochì (1898), del giovane Johann Wolfgang von Goethe studente a Lipsia (1902), e di Edvard Grieg (1904). Realizzò inoltre i busti di Alberto di Sassonia, Alois Senefelder e Friedrich Koenig. Dopo fu eletto membro onorario della Leipzig Art Society nel 1899 e della Dresden Art Academy nel 1901.
Nel 1908, Seffner realizzò una statua di Bach che venne posta su un basamento nei pressi dell'ingresso occidentale della chiesa di San Tommaso di Lipsia. Il critico d'arte locale, Arthur Smolian, disse che l'opera di Seffner avrebbe trasformato la città in una "Bayreuth dell'arte di Bach" e attratto pellegrini. Realizzata in bronzo, misura 2,45 metri in altezza ed è posta su un basamento alto 3,2 metri. La mano destra tiene uno spartito arrotolato e quella sinistra è sollevata dalla tastiera di un organo. Venne inaugurata il 17 maggio 1908 in coincidenza con il primo Festival di Bach a Lipsia. Seffner realizzò anche diversi monumenti funebri per il cimitero Südfriedhof di Lipsia. L'anno prima della sua morte, fu un membro attivo del gruppo di artisti Leoniden.